# Dieter Schneeloch
Dieter Schneeloch (* 15. Oktober 1941 in Solingen) ist ein deutscher Wirtschaftswissenschaftler und emeritierter Professor der Fernuniversität in Hagen.

## Leben
Von 1964 bis 1968 studierte er Betriebswirtschaftslehre an der FU Berlin mit Abschluss zum Diplom-Kaufmann. Von 1968 bis 1971 war er Doktorand an der FU Berlin bei Heinz Langen (Abschluss des Promotionsverfahrens mit „summa cum laude“. Titel der Dissertation: „Besteuerung und Investitionsfinanzierung“). Von 1968 bis 1971 war er Angestellter bei der „ATH – Allgemeine Treuhand-Gesellschaft“, als deren Berliner Steuerabteilung und als Prüfer. 1971 legte er das Steuerberaterexamen und Niederlassung als selbständiger Steuerberater in Berlin ab. Von 1971 bis 1977 war er Habilitand an der FU Berlin, zugleich Assistenzprofessor und zum Schluss Privatdozent. 1975 habilitierte er sich dort. Das Thema der Habilitationsschrift war Steuerbelastungsvergleiche. Einzelwirtschaftliche Analysen ausgewählter Steuergestaltungsmöglichkeiten im Einpersonen- und im Ehegattenfall, der Betreuer Peter Bareis. Von 1973 bis 1988 war Schneeloch Prüfer im Steuerberaterexamen in Berlin. Von 1975 bis 1979 war Mitglied des Vorstands der Steuerberaterkammer Berlin. Von 1978 bis 2010 lehrte er als ordentlicher Professor an der FernUniversität in Hagen, wo er Inhaber des Lehrstuhls „Betriebswirtschaftslehre, insbesondere Steuer- und Prüfungswesen“ war. 1991 lehnte er den Ruf an die Universität Göttingen ab.

## Schriften (Auswahl)
- Besteuerung und Investitionsfinanzierung. Eine Analyse bei geplanten Realinvestitionen von Kapitalgesellschaften. Berlin 1972, ISBN 3-503-00862-4.
- mit Klaus Dittmar Haase und Theodor Siegel: Besteuerung der Gesellschafter-Fremdfinanzierung. Eine betriebswirtschaftliche Stellungnahme zum geplanten § 8a KStG. Stuttgart 1983, ISBN 3-8202-0257-9.
- Rechtsformwahl und Rechtsformwechsel mittelständischer Unternehmen. Auswahlkriterien, Steuerplanung, Gestaltungsempfehlungen. München 2006, ISBN 3-8006-3242-X.
- mit Michael Bitz und Wilfried Wittstock: Der Jahresabschluss. Nationale und internationale Rechtsvorschriften, Analyse und Politik. München 2011, ISBN 978-3-8006-3711-9.